# Лодиґово (Ілавський повіт)
Лодиґово (пол. Łodygowo, нім. Groß Ludwigsdorf) — село в Польщі, у гміні Кіселиці Ілавського повіту Вармінсько-Мазурського воєводства.
Населення — 328 осіб (2011).

## Демографія
Демографічна структура станом на 31 березня 2011 року:
|          | Загалом | Допрацездатний вік | Працездатний вік | Постпрацездатний вік |
| -------- | ------- | ------------------ | ---------------- | -------------------- |
| Чоловіки | 170     | 38                 | 114              | 18                   |
| Жінки    | 158     | 42                 | 86               | 30                   |
| Разом    | 328     | 80                 | 200              | 48                   |